# Натальинск
Ната́льинск — посёлок городского типа в Красноуфимском округе Свердловской области России. Единственный населённый пункт территориальной администрации посёлка Натальинск.

## География
Натальинск расположен на правом берегу реки Калинкин Лог, в 21-м километре на юго-восток от административного центра округа и района — города Красноуфимска.

### Часовой пояс
Натальинск как и вся Свердловская область, находится в часовой зоне МСК+2. Смещение применяемого времени относительно UTC составляет +5:00.

## История
Основан в 1871—1872 годах жителем посёлка Сарана Иваном Артемьевичем Шевелиным в связи со строительством стекольного завода — старейшего стекольного предприятия на Урале. Получил своё название населённый пункт в честь имени жены Шевелина. Вместе со своими семьями с 1872 года сюда переселяются рабочие, разбирающиеся в производстве стекла. Статус рабочего посёлка (посёлка городского типа) получен в 1943 году.
С 1 октября 2017 года согласно областному закону N 35-ОЗ статус изменён с рабочего посёлка на посёлок городского типа (без уточнения разновидности).

## Население
| 1959  | 1970  | 1979  | 1989  | 2002  | 2009  | 2010  |
| ----- | ----- | ----- | ----- | ----- | ----- | ----- |
| 1389  | ↗1723 | ↗2118 | ↗2377 | ↘2094 | ↘2090 | ↘1914 |
| 2012  | 2013  | 2014  | 2015  | 2016  | 2017  | 2018  |
| ↘1813 | ↘1765 | ↘1719 | ↘1645 | ↘1602 | ↘1539 | ↘1507 |
| 2019  | 2020  | 2021  | 2023  |       |       |       |
| ↘1442 | ↗1445 | ↗1494 | ↘1488 |       |       |       |

## Инфраструктура
В Натальинске есть школа, детский сад, дом культуры, больница, котельная, пожарное депо, несколько магазинов, аптека, почтовое отделение, вышка связи. По окраинам расположено девять садоводческих некоммерческих территорий (СНТ «Коллективный сад» № 1—9).

### Улицы
В Натальинске 14 улиц: Горького, Заводская, Ивахненко, Кирова, Ленина, Луговая, Мира, Молодёжная, Новая, Парковая, Первомайская, Садовая, Советская и Трактовая; один переулок — Заводской.